# Lider
Lider (russisk: Лидер) er en sovjetisk spillefilm fra 1984 af Boris Durov.

## Medvirkende
- Aleksej Volkov som Borja Sjestakov
- Aleksandr Strizjenov som Oleg Khokhlov
- Jekaterina Tokman som Tanja Kornilova
- Valentina Kareva som Nina Petrovna
- Anatolij Opritov som San Sanytj Titov